# Chronique (Jérôme)
Pour les articles homonymes, voir Chronique.

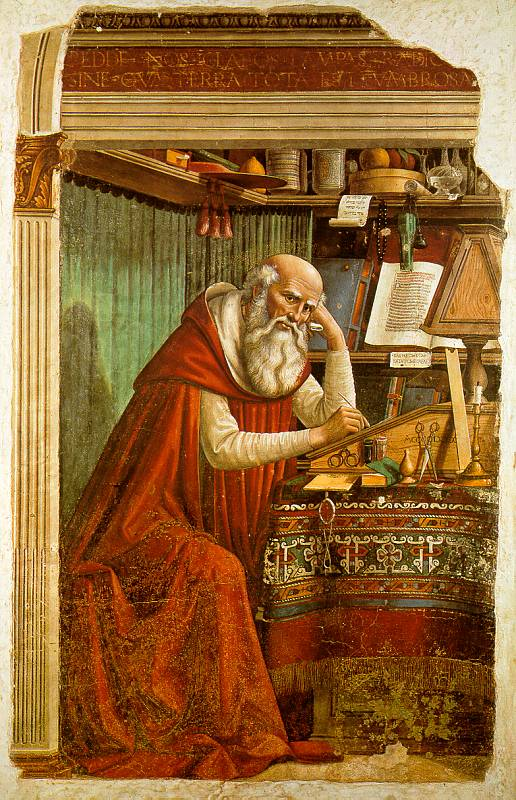
Saint Jérôme dans son étude. 1480. Chiesa di Ognissanti, Florence.

Le Chronicon (Chronique) ou Temporum liber (Le livre du temps) est une chronique universelle écrite par saint Jérôme  vers 380, probablement à Constantinople. Premier essai de chronique (et non d’histoire) universelle, la Chronique de Jérôme  constitue la traduction en latin des Canons chronologiques, deuxième partie de la Chronique d’Eusèbe de Césarée qui va d’Abraham à 325 et que Jérôme continuera jusqu’en 379/380.  Bien que sujet à critique, le Chronicon de Jérôme fut largement utilisé et fit naitre un engouement pour le genre dans l’historiographie médiévale . 

## L’œuvre

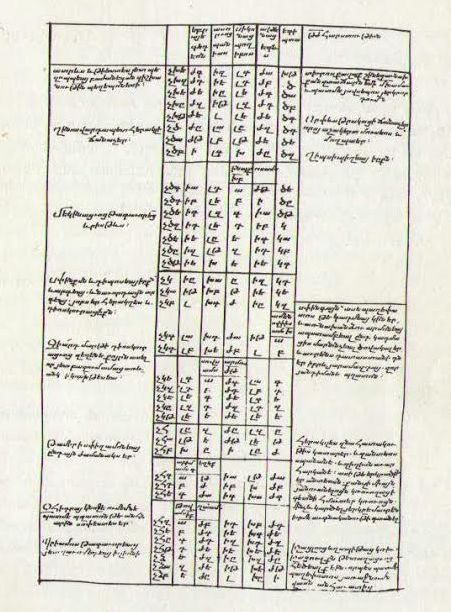
Traduction arménienne de la Chronicon d’Eusèbe qui servit de modèle à Jérôme.

Eusèbe, évêque de Césarée en Palestine (vers 265-339), avait rédigé une chronique universelle divisée en deux parties : une Chronographie à proprement parler et un Canon chronologique,  simple liste d'événements allant de la naissance d'Abraham jusqu'en 325. La Chronique de saint Jérôme est la traduction latine de la deuxième partie de cette œuvre d’Eusèbe qu’il continua jusqu’en 378, date de la mort de l’empereur Valens aux mains des Goths, tout en y ajoutant lui-même certaines entrées, par exemple concernant la vie d’écrivains romains,. La majeure partie du texte de la Chronique d’Eusèbe est maintenant perdue de même que la traduction latine établie par saint Jérôme. Toutefois il subsiste une traduction arménienne presque complète de sa Chronique.
Le but de l’œuvre est de narrer l’histoire des principaux royaumes depuis Abraham en la 43e année de Ninos, roi légendaire d’Assyrie et fondateur de la ville de Ninive (2016 av. J.-C.), jusqu’à la 16e année du consulat de Valens et Valentinien (325 ap. J.-C.). La naissance d’Abraham doit être considérée comme un évènement symbolique, car c’est le moment où commence l’histoire du peuple hébreu et où l’histoire des peuples qui l’entourent devenait suffisamment précise pour pouvoir être comparée à celle des Hébreux .
À l’instar d’Eusèbe, Jérôme en fera son point de départ dont il se servira pour calculer l’âge du monde. Comptant à rebours à partir de cette date, il calculera que 942 ans s’étaient écoulés de la naissance d’Abraham au Déluge, 2 252 ans entre le Déluge et Adam. Estimant qu’il devait s’être écoulés 2 044 ans entre Abraham et la quinzième année de Tibère (baptême du Christ), il en déduisait que 5 579 ans s’étaient écoulés entre Adam et le quatorzième consulat de Valens .
C’est le premier texte qui tente de dater précisément les différents évènements de l’histoire à partir des débuts du monde. À chaque évènement correspond la date de règne d’un roi. Reprenant la technique inventée par Eusèbe, la Chronique se présente visuellement sous forme de tableaux en colonnes. Chaque colonne correspond à un royaume. De nouvelles colonnes s’ajoutent lorsqu’un nouveau royaume apparait ou se terminent lorsque ce royaume disparait; on pourra ainsi avoir jusqu’à neuf colonnes. Lors de la naissance d’Abraham, ces colonnes s’étalent sur deux pages; à  partir de la captivité de Babylone sur une seule page et, après la destruction de Jérusalem sous Titus, il ne reste qu’une seule colonne, celle des empereurs romains. Le nom du royaume est mentionné au haut de la colonne; dessous s’alignent les années de règne des rois du royaume; le centre de la page est réservé à une brève description de l’évènement en question ,. 
Cette disposition permet à l’auteur de mettre en parallèle l’histoire du peuple hébreux et des grands royaumes hégémoniques qui s’étaient succédé jusqu’à l’Empire romain et à la naissance du Christ : Assyriens, Mèdes, Perses, Alexandrins-Lagides . Dans cette synthèse de l’histoire biblique et de l’historiographie païenne, l’auteur insère des éléments de la mythologie grecque basée sur l’œuvre d’écrivains de l’époque hellénistique tels Apollodore d'Athènes, Diodore de Sicile et Eusebius.  Dans l’Antiquité, chaque ville, chaque peuple avait son propre système de datation et il était pratiquement impossible d’établir des liens entre les évènements . Le système imaginé par Eusèbe et continué par Jérôme permettait de surmonter cette difficulté. Ainsi la deuxième année du roi Darius (520 av. J.-C.) correspond à la fin des travaux du deuxième temple de Jérusalem, ce qui permet de relier les évènements des listes perses et hébraïques; comme ce fut aussi l’année de la 65e olympiade, on pouvait établir le lien entre les listes perses, hébraïques et grecques.

## Déroulement chronologique (grands titres)
(On ne trouvera ci-après que les titres des entrées principales)
D’Adam à la quatorzième année de Valens, soit 5 579 ans.
D’Abraham à la prise de Troie (26 rois assyriens), 835 ans 
* Ninos, fils de Bélus, qui régna 52 ans; Abraham, Zoroastre
* Semiramis, 42 ans
* Zameis, 38 ans; Alliance d’Abraham avec Dieu (1942 av. J.-C.)
* Arius, 30 ans; naissance d’Isaac (1912 av. J.-C.)
* Arianus, 40 ans
* Xerxes Balneus, 30 ans; Inachus régna 50 ans (1856 av. J.-C.)
* Armamitres, 38 ans
* Belocus, 35 ans; naissance de Joseph (1765 av. J.-C.); inondation ogygienne (1757 av. J.-C.)
* Balaeus, 52 ans; famine en Égypte (1727 av. J.-C.)
* Altadas, 32 ans; Prométhée
* Mamynthus, 30 ans
* Magchaleus, 30 ans
* Sphaerus, 20 ans; naissance de Moïse 91592 av. J.-C.)
* Mamylus, 30 ans
* Sparetus, 40 ans;  Deucalion (fils de Prométhée) et le Déluge
* Ascatades, 40 ans; Moïse au Mont Sinaï (1515 av. J.-C.)
* Amynthes, 45 ans; naissance de Minos (lien), Rhadamanthe (lien), Sarpédon (lien) (1445 av. J.-C.)
* Belochus, 25 ans
* Bellepares, 30 ans, Persée
* Lamprides, 32 ans, Tros (1365 av. J.-C.)
* Sosares, 20 ans, Pégase
* Lampares, 30 ans; Europe fille d'Agénor, Temple d’Éleusis
* Pannias, 45 ans; Milet, Argonautes, Œdipe, Gédéon
* Sosarmus, 19 ans; Hercule, Priam, Thésée, guerre des Sept Chefs contre Thèbes
* Mithraeus, 27 ans; Jeux olympiques (1212 av. J.-C.)
* Tautanes, 32 ans; Guerre de Troie(1191-1182 av. J.-C.)
De la prise de Troie jusqu’à la première Olympiade, 406 ans
* De Ninus à Sardanapale, 36 rois assyriens (1240 ans)
* De la première Olympiade à la quatorzième année de Valens (1155 ans)
* Première Olympiade (776 av. J.-C.)
* 65e Olympiade, Darius Ier (520 av. J.-C.)
* 181e Olympiade, Jules César (44 av. J.-C.) [voir cette entrée au complet ci-après]
* 202e Olympiade, prédication de Jésus-Christ
* 289e Olympiade : les Goths sont défaits par les Huns (377 ap. J.-C.)

## Déroulement chronologique (181eOlympiade)
On trouvera ci-après les évènements insérés sous le titre 181e Olympiade = 56/53 av. J.-C.
Note : Les nombres entre crochets [  ] correspondent au nombre d’années depuis Abraham.
181.1  [1961] César traverse le Rhin et défait les Germains.
181.2  [1962] [pas dans la trad. arménienne] Le consul Crassus est fait prisonnier avec son fils Publius à Carrhae.
[ligne deux; pas dans la trad. arménienne] Ventidus fut le premier général romain défait par les Parthes.
181.3  [1963] [pas dans la trad. arménienne] Curio, orateur d’envergure très populaire passa sa jeunesse à Rome. Il devait par la suite perdre une armée en Afrique et, rongé par la honte, préféra la mort à la fuite.
181.4  [1964]  [pas dans la trad. arménienne] Vergilius commença à porter la toge et déménagea à Mediolanum; peu après il quitta cette ville pour Rome.

## Les successeurs

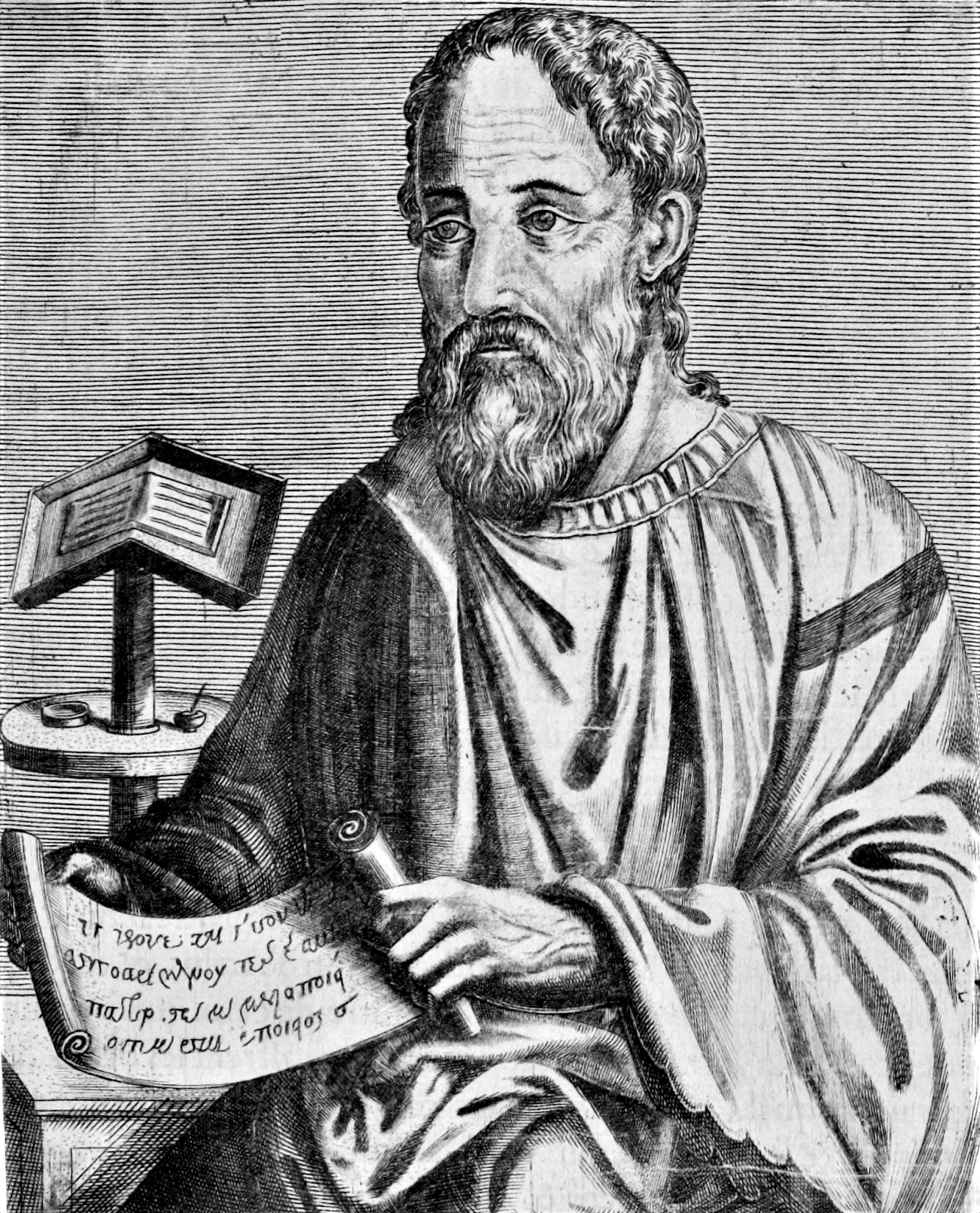
Eusèbe de Césarée dont le Chronicon fut traduit et continué par saint Jérôme.

L’un des buts d’Eusèbe dans sa Chronique était de mettre fin aux éternelles spéculations sur la fin du monde, très populaires à son époque. Les auteurs qui suivront Jérôme ne s’intéressant plus à cette question centreront principalement leur attention sur la date  de la création du monde et l’arrivée d’Adam sur terre. Suivant Eusèbe, Jérôme en se basant sur les données de la Septante, comptait 5 579 ans entre Adam et le quatorzième consulat de Valens. Les calculs initiaux d’Eusèbe avaient été validés par saint Augustin dans le livre XV de la Cité de Dieu  et un décret du pape Gélase avait rangé la Chronique d’Eusèbe parmi les ouvrages reçus par l’Église.
Deux éléments distingueront la Chronique des œuvres  subséquentes. D’une part si la majorité des auteurs comme  Prosper d'Aquitaine (vers 390 – vers 463)  et Isidore de Séville (vers 565 – 636) suivront la tradition et débuteront leur chronologie à partir de la création du monde, une minorité la feront débuter avec l’Incarnation du Christ comme Réginon de Prüm (908), Hermann de Reichenau (1054), Hugues de Flavigny (1102). Les chroniques universelles des XIIIe siècle – XVe siècle reviendront à la création du monde comme point de départ. Par ailleurs si Eusèbe et Jérôme utilisaient pour leur datation les dates de la Septante tout en étant conscients que celles-ci différaient des « manuscrits hébreux », d’autres comme Bède le Vénérable (vers 673 – 735) dans sa Chronica majora (en), se serviront plutôt des dates de la Vulgate (« secundam hebraicam veritatem ») tout en mentionnant également celles d’Eusèbe. Ainsi, il date l’Incarnation du Christ de 3952, tout en rappelant la date de 5228 (Eusèbe); dans sa Chronica minora, il donne 3952 pour l’Incarnation et 5199 . Les auteurs subséquents se refuseront à trancher, utilisant les deux systèmes de datation. Au XIIe siècle, Raoul de Diceto affirma que les deux systèmes devaient être traités « avec une égale dévotion, une égale confiance » .
Autre élément important repris par la suite : la datation à partir des Olympiades . Presque toutes les chroniques universelles mentionnent que le Christ naquit en la troisième année de la 193e Olympiade. À côté de cette datation, on retrouve à partir de Jules César un système de datation utilisant les années de règne des empereurs. À l’époque carolingienne s’y ajoutera un système en fonction de l’Incarnation du Christ (avant/après Jésus-Christ) lequel  s’imposera au XIIe siècle, mais sans éliminer la datation impériale .

## Valeur historique  et autorité
Dès le haut Moyen Âge, les Chroniques d’Eusèbe et de Jérôme furent acceptées avec respect : Sentencia digna imitatione. Les noms des deux auteurs sont souvent mentionnés comme autorités ou sources des historiens à partir du XIIe siècle. Vincent de Beauvais (vers 1184 / 1194 – 1264), frère dominicain français, auteur entre autres d'une encyclopédie constituant un panorama des connaissances du Moyen Âge, considérant comme les plus  autorisés les docteurs canonisés par l’Église, cite comme fondement de la troisième partie de son encyclopédie, le Speculum historiale (Miroir de l'histoire), dans l’ordre : l’Histoire sainte, Eusèbe, Jérôme, Prosper et Sigebert .
Ceci ne signifie pas que même au Moyen-Âge, les historiens ne se soient pas interrogés sur les silences ou les contradictions dans les dates ou les personnes et n’aient pas soulevé d’objections quant aux falsitas de certaines affirmations.
Par exemple, Frutolf de Michelsberg,  moine bénédictin allemand mort en 1103 et auteur notamment d'une Chronique universelle, s’avoue impuissant à réconcilier la notice de la Chronique selon laquelle le roi Nabuchodonosor II aurait régné huit ans, incompatible avec celle du Livre de Judith dans la Bible selon laquelle ce roi aurait régné au moins treize ans.   Pour sa part, Hélinand de Froidmont  (vers 1160-1229),  auteur d’une Chronique en quarante-neuf livres, écrira au sujet de la controverse opposant Eusèbe/Jérôme et Tertullien/Porphyre sur les dates de Moïse et de la sortie d’Égypte : « Cependant, on doit croire Eusèbe et Jérôme plus que les autres, parce qu’Augustin les suit dans tout le livre qu’il écrivit sur la cité de Dieu ". 
Si l’on constate aujourd’hui que les évènements les plus anciens que l’on trouve dans le livre n’ont d’autre valeur que légendaire, on doit toutefois reconnaitre que subsistent des vestiges épars d’évènements historiques liés à la civilisation mycénienne dans les entrées du XIIe siècle av. J.-C.  Ainsi, si l’on se réfère à la valeur historique de l’Iliade, Jérôme date de 1183 av. J.-C. la capture de Troie, ce qui correspond d’assez près à la destruction de la couche VIIa de Troie, lieu considéré comme la source la plus probable d’inspiration pour la Troie légendaire, remontant à environ 1190 av. J.-C. Homère lui-même la datait de 940 av. J.-C. alors que les spécialistes modernes suggèrent une date après 800 av. J.-C.

## Transmission
D’après le catalogue de Bernard Lambert , il existerait 181 manuscrits de la Chronique : 27 datent vont du Ve siècle au début du Xe siècle, 46 pour les Xe siècle et XIe siècle, 41 pour les XIIe siècle et XIIIe siècle, 94 pour les XIVe siècle et XVe siècle. Il en existe deux éditions incunables, l’une parue à Milan en 1474, l’autre à Venise en 1483.
Un des manuscrits du Ve siècle est pratiquement complet; comme il existe des fragments d’un autre manuscrit comportant les éléments manquants, on peut reconstruire l’œuvre en entier. Avec les manuscrits datant du VIIe siècle et du VIIIe siècle on peut être raisonnablement certain de posséder non seulement le texte original de Jérôme, mais également sa disposition des colonnes, des nombres et des entrées sur chaque page,, .

## Importance historique
En dépit des nombreuses erreurs que l’écrivain a reproduites en copiant Eusèbe et certaines qu’il a lui-même commises, Jérôme a vraiment créé le genre de la chronique universelle en Occident et divers écrivains postérieurs comme Prosper d'Aquitaine, Cassiodore et Victor de Tunnuna suivront son exemple. Son format, sous forme de tableaux en colonnes, constitua une première et devait forcer les chroniqueurs subséquents à une plus grande précision quant aux dates entrées puisque le format permettait de découvrir facilement les erreurs en  synchronisant les listes de différents royaumes et le nombre d’années de règne de leurs rois.